# 리더-구성원 교환 이론
리더-구성원 교환 이론(Leader Member Exchange Theory: LMX)은 리더가 여러 구성원들을 동일하게 다루지 않는다고 주장한다. 구성원들의 업무와 관련된 태도와 행동들은 리더가 그들을 다루는 방식에 달려있다는 것이다. LMX 이론의 목표는 구성원, 팀, 조직에 리더십이 미치는 영향을 설명하는 것이다. 이론에 따르면 리더는 팀의 구성원들과 강한 신뢰감, 감정, 존중이 전제된 관계를 형성한다.

## 역사
1980년대 이후 급변하는 외부환경에 대응하기 위하여 기업들은 조직경쟁력의 원천인 인적자원의 중요성을 강조하였다. 서비스조직들은 인적자원을 효율적으로 관리하기 위해 많은 노력을 하고 있으며, 조직관리를 위한 측면에서도 다양한 연구를 하고 있다. 서비스조직 등 모든 분야에서는 조직관리를 위한 핵심적인 요소로 리더십(leadership)을 강조하고 있으며, 많은 연구에서도 리더십의 중요성에 대해 다루었다. 이에 따라 변혁적 리더십, 거래적 리더십, 비전 리더십, 서번트 리더십, 카리스마적 리더십, 슈퍼 리더십 등의 리더십 스타일이 새롭게 등장하면서 리더십에 대한 연구가 활발하게 전개되었다. 이러한 연구들은 서비스 조직에서 실질적인 서비스제공자인 조직구성원들과 그들을 관리하는 상사와의 관계가 모두 동일하다고 가정하는 평균적 리더십 스타일(Average Leadership Style: ALS)을 비판하고, 각각 다른 모습과 행동을 나타내는 조직구성원들과 상사의 상호작용을 통하여 어떠한 쌍방관계가 형성되는지에 대하여 관심을 가지는 계기가 되었으며, 상사-부하간의 교환관계(Leader Member Exchange)라는 새로운 리더십 이론으로까지 발전하게 되었다.

### 수직적 쌍연결 이론(VDL)
VDL이론은 집단 내 부하들을 비교한 후 집단에 공헌도가 높거나, 능력이 있거나, 리더와 부하간의 욕구가 맞는 등 서로간의 동질성이 있는 집단을 내집단(within-group)으로 분류하고 나머지 집단을 외집단(between-group)으로 분류하여 리더가 각각 다른 영향력을 행사하는 리더십 형태이다. 즉, 리더는 내집단에 속한 부하들에게 후원적, 위임적, 참여적 행동을 하거나 도전적이고 흥미로운 직무를 할당함은 물론 보상에 있어서도 혜택을 부여하는 반면, 외집단에 속한 부하들에게는 최소한의 관심과 배려만 함은 물론 관리자로서의 역할인 지시, 관리, 감독 등의 업무만을 수행하게 된다. VDL이론은 이러한 리더의 차별적 행동 하에서 부하들의 성과를 높일 수 있다는 것이며 리더와 부하간 관계의 질을 보다 깊이 있게 다루는 LMX의 이론으로 발전하게 되었다.
오늘날 리더-부하 교환이론이라는 것의 대부분은 1975년에 수직적 양자 관계이론(VDL)의 도입에서 유래되었다고 할 수 있다. 이전의 리더십 이론들은 모든 부하들이 유사한 특성을 가지고 있고, 모든 리더들이 그들의 부하들과 같이 행동한다고 가정해왔다. Gerstner & Day는 전통적인 리더십 이론은 리더의 개인적 특징, 상황의 특징 또는 둘 사이의 상호작용이 리더십 효과성의 원인이라고 설명한다. LMX는 개별적 양자 관계로써 각각의 부하와 리더를 다루는 차별적인 관점을 제공하는 것을 추구한다. LMX에 따르면, 이 양자 관계의 질은 태도적, 행동적 결과를 개인, 그룹, 조직 수준에서 예측한다. 1976년에 Graen은 LMX에 대해 높아지는 인식을 더 증가시킬 산업 및 조직 심리학에서의 핸드북 “복잡한 조직에서의 역할 형성 과정”을 출판했다. 1980년대에 이 분야의 연구자들은 직업과 업무 영역에서의 주된 차이점을 새롭게 주목하면서 VDL에서 LMX로의 전환을 시작했다. 1990년대에 LMX는 조직시민행동과 조직지원인식을 통합시키는 실제적인 이론이 되었다.

### 역할형성이론 & 사회적 교환이론
LMX이론은 역할형성이론(role-making theory)과 사회적 교환이론(social exchange theory)에 토대를 두고, 리더와 구성원의 상호교환 관계에 따라 특정 리더와 구성원 간 특유의 역할형성이 이루어지고, 이에 따라 리더십이 형성됨을 강조한다. 즉, LMX이론은 “리더십을 리더와 부하 간의 상호관계의 질을 중심으로 이해하는 과정”으로 개념화한 이론으로, 특정 집단의 동일 리더라 하더라도 구성원 개개인들과 상이한 방식으로 1:1의 관계를 맺어 나가게 된다고 하였다.
LMX 이론은 구성원과 리더 사이의 교환에 기초하여 성립되는 것이기 때문에 교환이론(Blau, 1964)이 이론적 기초를 이루고 있다. 즉 리더는 매우 바쁘고 한정된 시간을 사용하기 때문에 구성원을 동일하게 취급하는 것이 아니라 내집단과 외집단으로 구분하여 내집단원과 보다 많은 상호작용을 한다는 것이다. 따라서 LMX를 높게 인식하는 내집단원들은 직무와 조직에 대하여 긍정적인 태도를 형성하게 된다. 이러한 LMX 이론의 기초가 되고 있는 교환이론의 주장은 사회적 교환이론(Thibaut & Kelley, 1959)로도 확대될 수 있을 것이다. 사회적 교환이론은 비금전적 대상도 교환의 대상이 될 수 있다는 주장으로 리더가 보여주는 관심과 상사에 대한 신뢰 또한 교환으로 성립될 수 있다는 이론적 근거를 제공해 주고 있다. 즉, 높은 수준의 LMX를 지각하는 구성원은 리더가 구성원에게 보내 주는 지지와 관심의 반대급부로 조직에 대한 긍정적인 태도와 행동을 표시하게 되며, 자신의 직무에 대해서도 높은 만족을 하게 된다는 것이다. 상사에 대한 신뢰는 또한 높은 LMX를 지각한 구성원들이 상사에 대해 형성하게 되는 또 다른 긍정적 태도라 할 수 있다.

## 정의

### 개념
LMX는 1970년대 중반부터 기존 리더십이 단방향적이고 리더와 구성원 간에 동일한 관계가 존재한다는 가정에 대한 비판에서 비롯된 것으로, 리더와 구성원간의 관계는 구성원이 누구이냐에 따라서도 그 관계가 달라질 수 있음에 기초하고 있다(Danserear et al., 1995; Schriesheim et al., 1998; 김태희 등, 2007). 일반적으로 조직의 구성원은 단기적인 관점에서 개별적 성과에 초점을 두기보다는 장기적인 관점에서 다른 구성원들과 상호작용을 통해서 균형을 갖춘 호혜적인 관계를 형성하려고 노력한다(Wayne et al., 1997). 리더 구성원 교환 이론은 리더의 행위나 특성이 아닌 리더와 구성원간의 개별적인 상호작용에 초점을 맞추고 있다. LMX의 중요한 특징은 리더와의 교환관계의 질(quality)에 따라 구성원들이 내집단(in-group)과 외집단(out-group)으로 구분된다(Dansereau, Graen, & Haga, 1975)는 것이다. 리더와 높은 수준의 교환관계를 갖는 구성원인 소수의 내집단 성원들은 신뢰할 수 있는 추종자(follower)로 간주하여 직무기술서에 명시된 내용 이상의 업무와 직무를 담당하게 되며, 반대로 낮은 수준의 교환관계를 갖는 구성원은 단순한 고용인으로 간주되어 직무기술서 상의 한정된 업무만을 담당하는 사무적인 관계가 된다. 따라서 내집단 성원의 경우 보다 많은 신뢰와 영향력, 자율권, 현실적 이익을 제공받으며 이에 대한 대가로 보다 높은 충성심과 조직헌신, 몰입을 제공한다. 이에 반해 외집단에 속하는 구성원은 리더로부터 공식적인 지시만 받게 된다(전수진, 구관모, 2003; 장현아, 최애경, 2007). LMX이론에 관한 연구결과들을 살펴보면, 대개 교환관계의 질이 높은 수준의 구성원은 보다 높은 성과를 나타내는 것으로 알려져 있다. 양질의 리더 구성원간 교환관계가 긍정적인 업무평가, 승진의 횟수, 조직헌신도, 적절한 업무배정, 직무태도, 상사로부터 관심과 배려 등의 긍정적인 효과를 가져온다는 것을 발견하였다(Graen & Uhl-Bien, 1995; 전수진, 구관모, 2003; 장현아, 최애경, 2007).

### 이론 발달 단계
| 단계  | 이론                                                      | 분석수준                                                            | 내용                                               |
| ----- | --------------------------------------------------------- | ------------------------------------------------------------------- | -------------------------------------------------- |
| 1단계 | 수직적 양자관계(Vertical Dyad Linkage: VDL)               | 작업 집단에서 양자관계(Dyads with work unit)                        | 작업집단 안에서 차별의 타당도                      |
| 2단계 | 리더-부하교환 관계(Leader-Member Exchange: LMX)           | 양자관계(Dyad)                                                      | 조직의 결과물을 위한 차별적 관계의 타당도          |
| 3단계 | 리더십 결정(Leadership-Making)                            | 양자관계(Dyad)                                                      | 양자적 관계 개발의 이론과 연구                     |
| 4단계 | 팀을 만드는 역량 네트워크(Team-Making Competence Network) | 양자관계의 집합으로서 집단(Collectivities as Aggregations of Dyads) | 더 큰 수준의 집단으로 향하는 양자 관계 집합을 연구 |

한편, 아래의 표와 같이 LMX의 단계를 초보적 단계에서 중간적 단계, 고차적 단계로 구분할 수도 있다. 초보적 단계의 LMX는 직무수행과정에서 경제적 관점에 따라 구성원과 리더간에 형성되며 주로 직무상 기대되는 역할의 수행으로 교환작용이 완료된다. 반면 중간적 단계는 리더와 구성원 간에 어느 정도의 이해와 신뢰가 형성되는 단계로 직무 이외의 정보도 교환되며 다소간 정서적 교감도 형성된다. 이와 같은 LMX는 사회적 교환 관계라고 부를 수 있다. 가장 고차원적인 교환단계는 리더와 구성원 간에 상호 충분한 신뢰가 형성되어 리더가 구성원에게 재량을 허용하는 단계이다. 이 단계의 LMX를 인간적 교환관계라 부를 수 있을 것이다.
| 교환단계 수준 | LMX 내용              | 교환단계 명칭   |
| ------------- | --------------------- | --------------- |
| 초보적 단계   | 역할기대, 역할수행    | 경제적 교환단계 |
| 중간적 단계   | 정보교환, 정서적 교감 | 사회적 교환단계 |
| 고차적 단계   | 신뢰형성, 재량권 허용 | 인간적 교환단계 |

### 리더 구성원 관계 발전 과정
LMX이론은 리더-구성원의 관계가 발전하는 과정을 생애주기모형(life cycle model)으로 설명하고 있는데, LMX의 과정은 특정 조직에 새로운 구성원이 입사하면서 동시에 발생하게 된다.(Dansereau et al. 1975). 초기 단계에는 역할수행(role taking)으로서 직원이 그룹에 합류하는 시기로 상사는 그 해당 직원의 능력을 평가하고 조직 내 장래의 위치를 추정하게 된다. 상사는 새로운 직원에게 자신의 능력을 발휘할 수 있는 기회를 부여하여 상사는 그 역할수행능력을 통해 평가를 수행할 수 있게 된다. 역할 만들기(role making)는 LMX의 두 번째 단계로서 협상과 신뢰구축단계이다(Graen, Novak & Sommerkamp, 1982). 이 단계에서는 상사와 부하직원간 암묵적인 거래과정으로 상사와 부하직원은 역할적응(role adaptation)을 시도한다. 이 단계에서 상사와 부하직원은 서로 구체적으로 상대방을 평가하기 때문에 신뢰가 무엇보다도 중요하다. 즉, 상사는 부하직원의 동화과정을 지켜보고 평가하면서 상사-부하직원간의 관계의 향후 친밀성이 정해지는 시기이다(Graen, 1976). 세 번째는 역할일상화(role routinization)단계로 리더와 구성원이 점진적 의기투합하는 단계로 발전된다. 따라서, 리더와 구성원들은 서로의 기대충족감을 가지고 비구조화된 과업에 대해 협력을 지속해나간다는 것이다. 단계별 프로세스를 거치면서 리더와 구성원간의 교환관계의 질은 안정 궤 되는 것이다.

### 전통적 리더십과의 비교
종래의 전통적 리더십 이론들은 리더의 일반적인 영향력에 초점을 두고, 특히 리더가 구성원들에게 행사하는 리더십을 평균적인 개념에 초점을 두어 리더의 행위나 특성에 중점을 두는 평균적 리더십이었다(이규만, 2000). 그러나 현실적으로 리더와 각 구성원 간 관계에는 사실 일정한 교환관계의 질에 차이가 있을 수 있으며, 이에 따라 구성원의 성과도 다를 수 있다는 점을 전제해야 한다. 이러한 반성에 기초하여 리더-구성원 교환관계(LMX) 이론은 종래의 평균적 리더십(Average Leadership Style: ALS)의 대안으로써 개별 리더와 구성원간의 관계에 초점을 두는 수직적 쌍연결 이론(Vertical Dyad Linkage: VDL)에서 시작되었다.(Liden and Graen, 1980; Liden, Sparrowe and Wayne, 1997). 이미 전통적 리더십 이론에서도 리더와 구성원간의 관계의 중요성을 인정하고 있다. 가령 리더가 상황에 따른 보상에 기초하여 구성원들에게 영향력을 행사하는 Bass(1985)의 거래적 리더십이나 리더와 구성원이 서로 보다 높은 수준의 사기 진작과 동기를 일으키는 과정으로 이해되는 Burns(1978)의 변혁적 리더십이론 등에서 알 수 있다. LMX이론은 이러한 특성을 포함하는 개념으로, LMX이론의 중요한 특징은 리더와 교환관계의 질(quality)에 따라 구성원들이 내집단(in-group)과 외집단(out-group)으로 구분된다는 것이다(Dansereau, Graen and Haga, 1975). 모든 조직에서 리더가 조직 내의 구성원 모두와 충실한 관계를 맺는 것은 시간과 능력의 한계로 사실상 불가능하다. 그 결과 중요 업무를 성실히 수행하는 충성적인 구성원들과는 친밀하고 밀접한 관계를 맺고 유지하게 된다. 이른바 내집단은 리더와 구성원이 서로 동업자와 같은 신뢰, 존경과 호감, 그리고 공동 운명의식을 공유하게 되며, 그 결과 공식적으로 규정된 폭을 넘는 행동의 교환(extra-roles)이 이루어져 조직의 목표나 가치를 신봉하고 조직의 이익을 위해 기꺼이 헌신하게 된다. 그러나 그렇지 못한 외집단은 그저 공식적으로 요구되는 규정된 역할 범위 내에서 상호작용을 하게 된다. 즉 외집단 구성원들은 단순한 고용인(hired-hands)으로 간주되어 직무기술서 상의 한정된 업무만을 담당하게 된다는 것이다.
| 구분     | 평균적 리더십(ALS)                                 | 리더 구성원 교환 이론(LMX)                                                  |
| -------- | -------------------------------------------------- | --------------------------------------------------------------------------- |
| 가정     | 조직의 모든 구성원들의 동일한 차원으로 리더십 반응 | 조직의 세부특성은 다름 개별 리더-구성원 간의 관계에 따라 리더십 결과가 다름 |
| 분석대상 | 조직의 모든 구성원들의 반응                        | 개별 리더-구성원의 반응                                                     |
| 분석방법 | 구성원들의 반응을 평균적으로 분석                  | 리더-구성원 각각의 반응을 개별적으로 분석                                   |
| 연구중점 | 리더십의 결과                                      | 리더십의 과정                                                               |

## 측정
초기의 LMX연구는 직무상 협상허용범위(negotiation latitude)를 사용하여 관계의 질이 높은 내집단과 관계의 질이 낮은 외집단으로 구분하는 단일 차원의 이분법적 개념을 사용하였으나(Dansereau, Graen & Haga, 1975), Sahlins(1972)가 연속성에 기초한 사회교환관계의 상호 호혜성 개념으로 발전시킨 내용을 토대로 하여 Seers와 Graen(1984)이 LMX를 연속적인 개념으로 확립하였다. 이후 Dienesch와 Liden(1986)이 처음으로 제시했던 LMX의 다차원성은 더욱 확대 연구되기 시작하였고, Liden과 Maslyn(1998)에 의해 3개의 하위차원으로 구성되는 측정도구가 개발되었다. 한편 Liden, Wayne 및 Stilwell(1993)은 여러 가지 측정도구를 개발하였는데 그들은 Scandura와 Graen(1984)이 개발한 LMX측정 설문을 개선하여 ‘LMX 7 Items’을 개발하였으며, 이어서 Liden, Sparowe 및 Wayne(1997)이 이를 보완하여 4개의 하위차원으로 구성된, 연속성 개념의 LMX를 측정하는 다차원 측정도구(LMX-MDM)를 개발하게 되었다.
| 구분 | 내용 |
| ---- | --- |
| 1    | 당신은 리더와 얼마나 자주 의견이 일치하는가? 리더가 당신이 하는 일에 얼마나 만족하는지를 당신은 얼마나 자주 알고 있는가? |
| 2    | 리더는 당신이 맡은 직무상의 문제와 당신의 욕구를 얼마나 잘 이해하는가?                                                   |
| 3    | 리더는 당신의 잠재력을 얼마나 잘 인식하는가?                                                                             |
| 4    | 당신이 업무에서 문제를 해결하는 데 도움이 되도록 리더가 영향력을 사용할 가능성은 얼마나 되는가?                          |
| 5    | 리더가 자신에게 희생이 따르더라도 당신을 지원해줄 가능성은 얼마나 되는가?                                                |
| 6    | 나는 리더를 매우 신뢰하고 있기 때문에 리더가 부재하는 경우에도 리더의 결정을 옹호하고 정당성을 주장할 것이다.            |
| 7    | 당신은 리더와의 업무상 관계의 특징을 어떻게 규정하겠는가?                                                                |

## 선행요인과 결과

### 선행요인
Dulebohn은 선행요인의 세 가지 주요 집단을 확인했다. 리더의 성격, 부하의 성격 그리고 대인관계이다. 부하들은 그들의 능력, 호감도, 성실성, 외향성, 신경질적 경향성, 개방성, 긍정적 감정상태, 부정적 감정상태 그리고 통제소재에 의해 평가받는다. 반면에 리더들은 부하들에 대한 감독자(리더)들의 기대에 근거해서 우발적 보상행동, 변혁적 리더십, 외향성, 호감도에 의해 평가받는다. 비록 LMX 관계를 형성하는데에 리더가 지배적인 역할을 차지하지만, 부하 또한 관계를 형성하는데 중요한 역할을 한다. 이 관계에 영향을 미칠 수 있는 변수들은 유사성, 호감, 통합, 자기 홍보, 적극성, 리더에 대한 신뢰라고 보인다. 부하들의 특성 중에서 능력, 성실성, 외향성, 통제 소재 그리고 긍정적인 감정상태는 모두 LMX와 긍정적으로 연관되어있다. 부정적인 감정상태와 신경질적 경향성은 LMX와 부정적으로 연관되어 있다. 위에 쓰여진 리더의 특성은 모두 LMX와 긍정적으로 연관되어있다. 적극성을 제외하고는 모든 대인관계 변수는 LMX와 긍정적으로 연관되어있다. Dulebohn의 실험에서 리더의 행동과 인식은 대부분의 변화를 설명한다. 이는 LMX의 성공적인 실행을 위한 필수적인 관계를 형성하는 것이 거의 리더에게 달려있다는 것을 의미한다. 선행요인과 LMX 사이의 관계는 업무 환경이나 물리적인 장소에 의해 크게 영향받지 않는다.

### 결과
LMX가 성공적인지 아닌지는 다양한 결과에 의해 측정될 수 있다. 몇몇의 결과는 아래의 것들에 의해 측정될 수 있다. 이직 의도, 실제 이직률, 전반적인 조직시민행동, 정서적인 헌신, 규범적인 헌신, 전반적인 직무 만족도, 감독자(리더)에 대한 만족도, 급여에 대한 만족도, 절차적 정의, 분배적 정의, 임파워먼트, 정치의 인지, 역할 모호성, 역할 갈등이 해당된다. LMX는 전반적으로 역할 모호성과 역할 갈등 뿐만 아니라 이직 의도와 실제적인 이직률을 감소시킨다. LMX는 그 외의 다른 것들은 증가시킨다. 특히 인식적이고 태도적인 결과들은 증가시킨다.
선행 메타분석(Gerstner & Day, 1997; llies et al., 2007)을 통해 볼 때, LMX의 수준이 높을 경우 이직율을 낮추고, 직무만족, 조직몰입, 직원의 성과, 조직시민행동 등이 높아지는 것으로 드러났다. 국내의 LMX의 선행연구 결과를 살펴보아도 LMX는 임파워먼트를 거쳐 직무만족 및 조직몰입에 영향(변재우‧고재윤, 2012)을 미치고, 직무만족에 직접적인 영향(이종건‧홍승근, 2014; 정기호, 2009)을 미치기도 한다. LMX가 직무만족 및 조직몰입에 직접적인 영향관계(지계웅, 2009)에서 LMX는 직무만족에 영향을 미치고 직무만족은 조직몰입에 선행변수란 점이 검증되었다.

#### 직무만족
한편, 높은 LMX는 상사가 부하들에게 더 나은 작업 환경과 더 많은 만족을 제공하게끔 함으로써 부하들은 직무에 대한 만족감을 얻을 수 있다(Sparrowe and Liden, 1997). 직무만족은 직무에 대한 평가나 직무 경험으로부터 나온 긍정적인 감정 및 즐거움을 의미한다(Locke, 1976). 이러한 직무만족의 본래의 의미를 생각해볼 때 높은 LMX 수준과 직무만족간의 긍정적인 관계는 자연스럽게 연결될 수 있다(Hackett and Lapierre, 2004). 왜냐하면 상사와 높은 교환관계에 있는 부하들은 더 많은 도전 기회, 높은 책임의식, 과업과 관련된 여러 가지 정보 습득의 용이성, 기타 여러 가지 다양한 특권을 누리게 되므로 자연스레 자신의 직무에 대한 만족은 높을 가능성이 크다. Gerstner and Day(1997)는 LMX와 부하의 직무만족 간의 긍정적인 관계를 구성원들에게 돌아가는 유·무형의 이득으로 설명하고 있다. 유형의 이득으로는 의사결정에 있어서의 영향력, 임파워먼트, 경력개발, 임금상승 등이 있으며, 무형의 이득으로는 리더와의 원활한 의사소통, 신뢰기반 관계 등이 있다. 이러한 유·무형의 이득이 부하들에게 긍정적인 환경을 창출하여 높은 직무만족을 이끌게 된다(Erdoganand Enders, 2007). Vecchio and Godbel(1984)은 상사와 부하간의 교환관계의 질이 부하들의 객관적인 성과보다는 상사에 의한 주관적 평가에 의해 결정된다고 주장하였다. 이는 상대적으로 높은 수준의 LMX에 있는 부하들의 경우 상사에 의한 평가에 대해 공정성을 지각할 가능성이 높다. 이로 인해 부하들의 만족은 증가하게 된다. 이러한 상호 호혜적 관계는 상사와의 교환관계를 강화시키고 궁극적으로 자신이 속한 집단 및 조직 그리고 직무에 대한 만족 및 몰입을 이끌게 된다(Eisenberger, Fasolo and Davis-LaMastro, 1990). Gerstner and Day(1997)는 메타분석을 통해 LMX와 직무만족(r=.05) 간의 강한 상관관계를 밝혀냈으며 이외에도 많은 학자들(e.g., Major, Kozlowski, Chao and Gardner, 1995; Schriescheim, Neider, Scandura and Tepper, 1992; Wilhelm, Herd and Steiner, 1993)은 LMX와 직무만족 간의 긍정적인 정(+)의 관계를 주장하고 있다.

#### 직무행동
Gerstner & Day의 1995년 LMX 관련 메타 분석에서는 LMX와 부하들의 긍정적인 업무 능력, 태도가 특별히 관련이 있다고 설명하였다. LMX는 더 높은 업무능력, 더 좋은 객관적인 업무, 더 높은 헌신, 상사에 대한 더 높은 만족, 더 강한 조직몰입, 더 긍정적인 역할에 대한 인식과 관련이 있다. Gerstner & Day의 메타 분석은 LMX의 상관관계를 예시로 한 79가지의 연구들을 사용했다. 그들의 연구는 LMX에 대한 조직원들의 관심과 조직원들의 업무능력에 대한 리더들의 성적 사이에 상관관계가 있다는 것을 발견했다. 그들의 연구는 또한 리더들의 LMX에 대한 인식과 조직원들의 업무능력에 대한 리더들의 성적 사이에 더 강한 비례관계를 발견했다. Gerstner & Day는 긍정적인 LMX 관계를 가지는 동안 상사는 부하들을 더 호의적으로 평가하는 경향이 있다고 설명했다. 이러한 사실을 부하들에게는 좋은 것일 수 있다. 그들은 또한 LMX에 대한 인식들이 지도자로 하여금 단순한 업무성적보다는 실제 업무 능력으로 직원들에 대한 긍정적이거나 부정적인 기대를 갖게 한다고 설명했다. 또한 이 메타 분석은 LMX와 객관적인 업무 성적, 상사에 대한 만족도, 더 강한 헌신과 조직몰입 그리고 역할에 대한 명확성 사이에 통계학적으로 유의미한 비례관계가 있다는 것을 발견했다. 반면 메타 분석은 통계학적으로 LMX와 역할 분쟁, 이직에 대한 의지 간에 상당한 상호 반비례 관계가 있다는 것도 발견했다.

#### 조직몰입
LMX는 리더와 조직구성원간의 관계의 질에 바탕을 둔 리더십이다(Dienesch & Liden, 1986). 리더는 조직내 특정 구성원들에게 보다 많은 재량권, 관심, 영향력, 지원, 정보 등을 제공해 줌으로써 그들의 몰입수준을 높이려고 노력한다(Dansereau et al., 1975). 그에 따라 구성원들은 조직이 원하는 조직태도를 제공함으로써 리더에게 보답하고자 한다(Mowday et al., 1982). 그리고 조직몰입은 조직에 대한 구성원의 충성도, 조직목표에 대한 동일시, 조직에 계속 남고자하는 태도이다(Mowday & Steers, 1979). LMX가 높다고 인식하는 구성원일수록 더욱 많은 재량권, 관심, 영향력, 지원, 정보 등을 제공받은 것이고, 혜택을 많이 받은 구성원은 더 높은 몰입을 보일 것이다. 초기의 연구에서 Kinicki와 Vecchio(1994), Setton 등(1997)이 LMX가 조직몰입에 유의한 정(+)의 영향을 미치는 것을 밝혀냈다. 최근 Lee(2005, 2008)의 연구에서도 LMX를 높게 인식하는 구성원은 높은 조직몰입을 보여주었다. Henderson 등(2009)의 연구에서도 LMX는 조직몰입을 향상시키는 것으로 나타났다.
LMX의 질에 따라 조직분위기 지각에 대한 차별적 관계를 보이는데, 리더와의 높은 수준의 교환관계를 보이는 구성원은 조직분위기에 보다 긍정적으로 반응하여 조직몰입을 높이게 된다(Kozolowski & Doherty, 1989). 요컨대, LMX의 질을 높게 지각하는 구성원일수록 조직에 대한 심리적 애착도 높고 직무를 수행하려는 의지와 노력도 강하며, 자신의 직무를 주도적으로 수행하며, 일에 대한 의미를 부여하고 있음을 알 수 있다. 결국, LMX가 조직몰입과 정적인 상관관계가 있으며(Settoon, Bennet & Liden, 1996; Kinicki & Vecchio. 1994), 직무만족과 조직몰입에는 긍정적인 영향을 미치는 것으로 나타났다(김일혁, 2005). 강영순․백기복․김정훈(2006)의 연구에서는 LMX의 질이 조직몰입, 직무동기, 임파워먼트에 긍정적인 영향을 미치는 것으로 분석되었다.

#### 조직시민행동
조직몰입은 조직에 대한 구성원의 충성도, 조직목표에 대한 동일시, 조직에 계속 남고자 하는 태도이다(Mowday & Steers, 1979). 그리고 조직시민행동은 조직의 공식적인 보상 시스템에 의해 직접적·명시적으로 보상을 받지는 않지만 조직의 효과적인 기능을 촉진하는 개인의 자발적인 행동(Organ, 1988)이다. 조직몰입이 높은 조직구성원은 조직이 높은 성과를 올릴 수 있도록 돕기 위하여 내적인 동기유발이 되어 조직을 위해 많은 노력을 기울이게 된다(심원술, 1998). 초기의 연구에서 Smith 등(1983), O’Reilly와 Chatman(1986), Organ(1988)이 조직몰입과 조직시민행동의 정(+)의 관계를 증명하였다. 최근에는 Cohen(2003), Cohen와 Keren(2008), Liu와 Cohen(2010), Allameh 등(2011)의 연구에서 조직몰입이 조직시민행동에 유의한 정(+)의 영향을 미치는 것으로 나타났다.
정기수(2003)는 변혁적 리더십과 조직시민행동에서 두 변인 사이에 리더와 구성원의 관계가 어떤 영향을 미치는지 검증하였다. 그 결과 리더․부하 교류는 변혁적 리더십과 조직시민행동에 매개변인으로 작용하는 것으로 나타났다. 최승호(2006)는 분배 공정성, 절차공정성, 상호작용 공정성과 조직시민행동 사이에 리더․부하 교류와 종업원의 노력을 매개변인으로 설정한 연구를 진행하였다. 연구 결과 리더․부하 교류가 원만하고 종업원의 노력이 높으면 조직시민행동이 높았다. 정현우(2007)는 조직구성원의 감성지능과 조직시민행동간(OCB)의 영향관계를 검증하기 위하여 리더․부하 교류를 조절변인으로 설정하여 연구를 수행하였다. 이 연구는 15개 기업 480명을 대상으로 진행되었는데, 감성지능의 하위 변인으로 자기감성 이해, 타인감성 이해, 감성조절, 감성활용을 설정하였고, 연구 집단은 리더와 구성원으로 구분하여 진행되었다. 이 연구의 결론에서도 리더․부하 교류에 따라 감성지능이 조직시민행동에 미치는 영향력에 조절효과가 있음이 확인되었다. 유재두(2013)는 서울, 경기, 충청도 소재 근무 경찰공무원을 대상으로 리더․부하 교류와 조직시민행동과의 관계를 구명하는 연구를 진행했다. 리더․부하 교류의 하위 변인은 Liden과 Maslyn(1998)이 제시한 정서적 유대감, 전문성 존경, 공헌, 충성심으로 설정하였다. 연구의 결과 리더․부하 교류의 질이 높을수록 조직시민행동의 인식이 높아졌다는 점을 확인하였다. 이상의 선행연구 분석을 통하여 리더․부하 교류는 조직시민행동과 직접 또는 간접적으로 영향관계가 있음을 알 수 있다.

#### 문화
LMX이론과 국가적 문화 상호관계에 대한 Rockstuhl의 2012년 메타 분석에서는 서양 문화에서의 LMX가 조직시민행동(OCB)과 직업만족도, 이직에 대한 구성원들의 의지 그리고 리더의 신뢰성이 연관되어있는 정도가 아시아 문화에서의 그것보다 더욱 강하다는 것을 발견했다. 253가지의 연구가 사용된 메타 분석은 두 가지의 다른 문화적 구성 사이에 업무 수행, 조직시민행동(OCB), 분배의 공정성, 절차의 공정성, 상호작용의 공정성, 직업 만족도, 감정 몰입, 규범적 몰입 그리고 이직의 의도와 같이 LMX가 업무와 관련된 태도나 행동들에 영향을 미치는 방법의 차이점들을 비교하기 위해 23개국들에게 수행되었다: 수평적 개인주의(서양 국가들) 그리고 수직적 집단주의(아시아 국가들) 그 분석은 LMX와 시민행동, LMX와 정당한 성과, LMX와 직업 만족도, LMX와 이직의 의도, LMX와 리더의 신뢰성 간에 연관성들이 수직적 집단주의의 문화에서보다 수평적 개인주의의 문화에서 더욱 더 강하다는 것을 알리고 있다. 또한 LMX와 업무 수행, LMX와 감정적이고 규범적인 조직적 헌신 사이의 연관성에 문화적인 차이점은 없다는 것을 발견했다.

### 한계 및 시사점
한계
1. LMX는 리더의 성격, 개성에 대해서는 설명하지 않는다.
2. LMX는 가치관 또한 조직 행동에 영향을 준다는 점을 포함하지 못한다.
3. LMX는 가치관이 리더와 그룹 간의 관계에 어떤 역할을 하는지 설명하지 못한다.
4. LMX는 모든 개인이 합리적(경쟁적)이고 모든 조직시 성숙하다고 가정한다.

LMX 이론의 주된 한계는 관계를 획기적으로 향상시키는 리더의 특정 행동들을 설명하지 못 한다는 점이다. 기껏해야 리더가 보여줘야 할 일반적인 행동들(믿음, 존중, 개방성, 자율성, 재량권)에만 적용된다. 또한 이 이론은 모든 멤버가 똑같은 양의 신뢰, 프로젝트에 대한 책임감, 승진에 대한 기회를 가진다고 가정한다. 현실에서는 그렇지 않은 경우가 많다. 재능있는 구성원은 외집단의 구성원보다 더 많은 기회를 얻는다. 이러한 이유로 리더는 LMX 이론을 사용할 때 모든 구성원들을 객관적으로 봐야한다.
시사점
1. 조직구성원은 조직에 대한 LMX가 높을수록 조직몰입·신뢰가 높아지므로 조직은 조직구성원들에게 적극적인 지원과 교육훈련을 통해 조직의 목표와 비전을 공유하게 함으로써 조직에 대한 강한자긍심, 소속감, 심리적 애착을 가질 수 있도록 유도하여 직무 외 인간적인 교류를 통해 정신적인 공감을 유지시켜 나가는 노력이 필요하다.
2. 리더가 구성원들을 지휘함에 있어서 구성원들 전체를 대상으로 한 지휘 기법의 적용과 구성원들의 평균적인 리더십 스타일에 구애됨 없이 개별적인 구성원과의 관계에 초점을 두고 구성원의 제반 문제를 접근할 때 성공적인 결과를 가져올 수 있다는 현실적인 대안을 제시하였다.
3. 조직구성원들의 조직몰입·신뢰는 그들의 조직시민행동을 증가시키는 직접적인 효과를 보여주므로 조직에 대한 개인의 신념이 외적 보상과 무관한 자발적인 행동을 촉진하는 것이라 볼 수 있다. 즉, 조직시민행동과 같이 조직에 대한 자발적인 순응은 조직몰입·신뢰와 같은 조직구성원 개인의 내적 신념에 기인하는 것이다(Colquitt & Greenberg, 2003: 최훈태 2008에서 재인용). 따라서 조직은 조직구성원들과의 가시적인 교환관계를 넘어 그들이 조직에 대해 긍정적인 인식과 신념을 가질 수 있도록 적극적으로 지원해야 한다.[32]

## 연구

### 선행변수
LMX 질의 선행요인과 LMX 질이 성과에 미치는 영향을 조사한 선행연구들은 그 이론적 근거를 교환이론에 두고 있다(Wayne, Shore, Liden, 1997; Settoon, Bennett, & Liden, 1996; Shore & Wayne, 1993). 리더와 부하의 관계 및 조직지원이 부하의 행동에 어떠한 영향을 미치는지에 대한 이들 연구들은 부하들로 하여금 고용계약 이상의 행동을 유발하기 위해서는 리더와 부하와의 관계에서 출발하여야 한다는 점을 지적하였다(Graen & Uhi-Bien, 1995; Schriesheim, Castro, & Cogliser, 1999). 또 LMX 질이 조직지원인식보다 조직시민행동에 더욱 유의한 영향을 미치며, 조직몰입의 경우는 조직지원인식과 LMX 질과 관련이 있고, 그리고 조직지원인식이 LMX을 조절함을 주장하였다. 즉, 부하와 상사 간에 더욱 빈번하게 교환관계가 발생할수록 충성심이나 상호 애정, 그리고 존경 등이 발생하여 부하들의 기대 이상의 행위를 이끌 수 있다고 주장하였다. 결국 조직의 많은 구성원들은 조직 내에서 다양한 교환관계를 맺고 있으며(Gergen, Greenberg, & Willis, 1980), 각 교환관계는 부하들의 다양한 행동과 태도에 영향을 주고 있음을 밝혀냈다. 즉, 부하는 다양한 형태의 지원과 자원을 교환관계를 통해서 획득하는 반면, 조직은 이를 바탕으로 하여 기대된 부하의 태도나 행위에서 조직이 추구하는 목표와 성과를 달성하고자 한다. 따라서 각 교환관계는 부하들의 다양한 행위와 이에 영향을 주는 상사와 밀접한 연관을 가질 수 밖에 없다.
LMX에 대한 선행연구들은 부하에 대한 리더의 호감과 기대, 그리고 부하와의 유사성이 LMX 질의 선행변수임을 보여주고 있다(Yukl, 2002). 그리고 리더의 능력과 역량(지식, 경험, 직무태도 등)보다는 구성원의 능력과 역량이 LMX 질의 주요한 선행변수임을 보여주고 있다. 한편, LMX 질의 선행변수로서 부하의 능력과 역량이 중요하기는 하지만, 이것만큼이나 리더(상사)의 능력과 역량도 LMX 질을 형성하는 중요한 요인이라는 주장이 있다(Bauer & Graen, 1996). 즉, 조직구성원들은 무능력하거나 영향력이 없는 리더보다는 그 반대의 리더를 원하게 될 것이며, 또한 능력과 역량이 뛰어난 상사와 보다 질 높은 관계를 형성하려 한다는 것이다.

### 매개변수
리더십은 목표를 달성하기 위해 집단에 영향력을 발휘할 수 있는 능력으로, 변혁적 리더십을 발휘하는 리더들은 개인적, 사회적 일체성의 과정을 통하여 구성원의 역할 외 행동의 수용성을 강화한다. 따라서 리더와 구성원 간의 상호관계는 매우 중요하다. 구성원의 상호작용 기대와 높은 수준의 관계 요구에 민감한 변혁적 리더는 효과적인 결과를 낼 것이며, 이것은 리더-구성원의 양자 관계를 높은 수준으로 개발해야 하는 것을 의미한다. 본 연구는 변혁적 리더십과 조직시민행동의 관계를 검증하고, LMX의 매개효과를 규명하는 데 초점을 두었다. 이를 위해 기존 연구를 검토하고 연구모형과 가설을 설정하였으며, 설문조사를 통하여 이를 검증하였다.
변혁적 리더십이 LMX에 미치는 효과를 분석한 결과 카리스마의 효과가 가장 크게 나타났으며 지적 자극은 거의 영향을 미치지 않았다. 변혁적 리더십과 조직시민행동의 관계에서는 공헌이 개인지향 조직시민행동과 조직지향 조직시민행동 모두에서 유의한 매개효과를 나타내고 있었으며, 조직지향 조직시민행동에 대해서 LMX의 다른 하위항목의 매개효과는 나타나지 않았다. 전문성 존경은 변혁적 리더십과 개인지향 조직시민행동의 관계를 매개했으며, 충성은 카리스마와 개별적 배려가 개인지향 조직시민행동 간의 관계에서 매개효과를 보였다. 마지막으로 정성적 유대감은 카리스마와 개인지향 조직시민행동 간의 관계를 매개했다.

### 조절변수
최석봉‧김인주의 ｢윤리적 리더십이 조직구성원의 태도에 미치는 영향과 리더-부하관계의 조절효과｣(2014)에서는 조절변수로써의 LMX가 연구되었다.
본 연구에서는 윤리적 리더십과 종속변수인 직무만족, 조직몰입 및 이직의도와 조절변수인 LMX를 중심으로 모형을 설정하고 실증분석 하였으며, 본 연구결과의 주요한 시사점은 다음과 같다. LMX가 상사의 윤리적 리더십과 종업원의 직무만족 간의 관계에 있어서 정(+)의 조절역할을 한다는 것을 보여주고 있다. 즉, 상사의 윤리적 리더십은 LMX가 높을수록 종사자의 직무만족에 미치는 효과가 커지는 것을 알 수 있다. 더불어서, 조직구성원의 직무성과를 증가시키기 위해서 조직 관리자들은 본인들의 윤리적인 행동뿐만 아니라 상사와 부하관계(LMX)에 중점을 두어야 한다는 점을 시사해 주고 있다.
LMX가 윤리적 리더십과 조직몰입 간의 관계를 긍정적으로 조절하는 것으로 나타났다. 즉, 상사의 윤리적 리더십은 LMX가 높을수록 조직구성원들로 하여금 조직에 대한 일체감을 증가시킨다는 것을 알 수 있다.LMX는 윤리적 리더십과 이직의도 간의 관계에 있어서 조절효과를 가지지 않는 것으로 나타났다. 일반적으로 상사의 비윤리적인 행동들이 이직의도를 증가시키는 측면은 있으나, 이 결과로 추론해 보면, 상사와의 관계가 이직의도를 조절할 만큼 영향력이 있는 것은 아닌 것으로 나타났다.

## 같이 보기
- 사회교환이론
- 귀인 (심리학)
- 변혁적 리더십